# Coryphostomella
Coryphostomella es un género de foraminífero bentónico de la familia Fursenkoinidae, de la superfamilia Fursenkoinoidea, del suborden Buliminina y del orden Buliminida. Su especie tipo es Coryphostomella lublinensis. Su rango cronoestratigráfico abarca desde el Campaniense superior hasta el Maastrichtiense inferior (Cretácico superior).

## Discusión
Clasificaciones previas incluirían Coryphostomella en el suborden Rotaliina del orden Rotaliida.

## Clasificación
Coryphostomella incluye a las siguientes especies:
- Coryphostomella lublinensis †
- Coryphostomella telatynensis †